# I nuovi angeli
I nuovi angeli è un film italiano del 1962 diretto da Ugo Gregoretti.
Realizzato con attori non professionisti, è un film-inchiesta composto da otto episodi sulla gioventù italiana dell'epoca.